# Liriomyza caulophaga
Liriomyza caulophaga är en tvåvingeart som först beskrevs av Otto Kleinschmidt 1960.  Liriomyza caulophaga ingår i släktet Liriomyza och familjen minerarflugor. Inga underarter finns listade i Catalogue of Life.